# Clisson
Clisson è un comune francese di 7 019 abitanti situato nel dipartimento della Loira Atlantica (Bretagna) nella regione dei Paesi della Loira. Si trova a 35 km a est di Nantes e 45 km a ovest di Cholet.

## Storia
Il paese è soprannominato Clisson l'Italienne (Clisson l'italiana), per via dello stile architettonico con cui furono costruiti gli edifici principali del borgo tra la fine del XVIII e i primi anni del XIX secolo. Clisson era rimasta pressoché distrutta nel XVIII secolo da alcune catastrofi naturali e dalle guerre di Vandea. Per iniziativa dei fratelli François e Pierre Cacault, vissuti a lungo in Italia, il borgo fu ricostruito secondo un piano regolatore, ispirato a quello dei borghi dell'Italia centrale, dall'architetto Mathurin Crucy, il quale peraltro era stato vincitore del Prix de Rome per l'architettura nel 1774.

## Società

### Evoluzione demografica
Abitanti censiti

## Amministrazione

### Gemellaggi
- Klettgau, dal 1976
- Alatri, dal 2003
- Cowbridge, dal 1991